# Воденьга
Воденьга — река в России, протекает в Великоустюгском районе Вологодской области. Устье реки находится в 190 км по правому берегу реки Кичменьга. Длина реки составляет 10 км.
Исток реки находится в западной части болота Воденеское у границы с Кичменгско-Городецким районом в 36 км к юго-востоку от посёлка Полдарса. От истока течёт на север, затем поворачивает на запад и юго-запад. Всё течение проходит по ненаселённой холмистой тайге на возвышенности Северные Увалы. Приток — Томлюк (правый). Ширина реки перед устьем около 20 метров, скорость течения 0,2 м/с.

## Данные водного реестра
По данным государственного водного реестра России и геоинформационной системы водохозяйственного районирования территории РФ, подготовленной Федеральным агентством водных ресурсов:
- Бассейновый округ — Двинско-Печорский;
- Речной бассейн — Северная Двина;
- Речной подбассейн — Малая Северная Двина;
- Водохозяйственный участок — Юг;
- Код водного объекта — 03020100212103000010743.